# Simone Maria Poggi
Simone Maria Poggi (Castel Bolognese, 27 maggio 1685 – Faenza, 22 agosto 1749) è stato un drammaturgo e poeta dell'allora Stato Pontificio, membro della Compagnia di Gesù e accademico dell'Arcadia, col nome Nimeso Ergastico, "dei Difettuosi" e "dei Nascosti" di Bologna, "dei Filoponi" di Faenza, "dei Filergiti" di Forlì e "degli Informi" di Ravenna.
La sua vasta produzione comprende rime e tragedie (Antenore, Agricola, Saulle, Bajazette, Enzio sulla figura di re Enzo, Cosroe, Ciro, Il don Fernando de Castro o sia il perdono più vantaggioso della vendetta), favole pastorali, alcune commedie (Il Pitagorico o sia l’uomo de’ tempi antichi, continuazione di un testo anonimo, Il Tamburlano, Ser Zucchero o sia un vizio corregge l’altro) e scritti storici locali su collegi e accademie.. Le sue opere, nella versione originale, sono conservate in forma principalmente manoscritta e in minima parte stampata.